# Vincenza Lucherini
Vincenza Lucherini (Nàpols, 1964) és una historiadora de l'art i professora universitària italiana, membre corresponent de l'Institut d'Estudis Catalans des de 2018.
Especialista d'art de la baixa edat mitjana, treballa com a professora a la Universitat de Nàpols, des d'on organitza els Quaderni Napoletani di Storia dell'Arte Medievale.
Un desl seus camps de recerca són les relacions artístiques entre Hongria, Nàpols i la Corona d'Aragó.